# Línea Lérida-Puebla de Segur
La línea Lérida-Puebla de Segur es una línea férrea española que enlaza los municipios de Lérida y Puebla de Segur, en la provincia de Lérida. El trazado, que es de vía única, tiene una longitud de 89 kilómetros y está en ancho ibérico.
Construida originalmente como una sección del ferrocarril Baeza-Saint Girons, entró en servicio en 1951. El proyectado ferrocarril transversal, sin embargo, nunca se llegó a completar y el trazado ilerdense quedó desconectado, sin llegar a Francia. Por ello, el trazado tuvo un tráfico reducido y de ámbito local. La línea ha formado parte de la red de RENFE durante buena parte de su historia. En enero de 2005 se le transfirió en su mayor parte a los Ferrocarriles de la Generalidad de Cataluña (FGC), si bien la explotación estuvo en manos de Renfe Operadora hasta 2016, fecha en que pasó a ser gestionado y operado por FGC. Un pequeño tramo del trazado, de 1,9 kilómetros de longitud, forma parte de la red de Adif como la «línea 206».
El grueso del tráfico se concentra en el tramo Lérida-Balaguer de la Línea RL1, que forma parte del núcleo de cercanías de Lérida. El resto del trayecto, que atraviesa el Prepirineo ilerdense hasta La Pobla de Segur, tiene un cariz más turístico aunque también forma parte del Cercanías de Lérida  por la Línea RL2 y tarda 1 h 33 minutos en recorrer la línea completa.

## Historia

### Orígenes y construcción
El trazado entre Lérida y Puebla de Segur constituía solo una sección del llamado ferrocarril Baeza-Saint Girons, una gran línea de 850 km de longitud que pretendía que unir Baeza (Jaén) con el municipio francés de Saint-Girons (Arieja), pasando por Albacete, Utiel, Teruel, Alcañiz y Lérida. Para el tramo catalán se aprovecharía la línea Lérida-Balaguer y se prolongaría más allá de la frontera hispano-francesa, atravesando los Pirineos por el puerto de Salau.
En 1926, durante el régimen de Miguel Primo de Rivera se aprobó el llamado Plan de Ferrocarriles de Urgente Construcción, conocido por Plan Guadalhorce por el ministro que lo impulsó. Este plan preveía la construcción de miles de kilómetros de nuevas líneas férreas de carácter radial que debían mejorar las comunicaciones de aquellas áreas a las que el ferrocarril no había llegado durante el siglo XIX. Entre ellas se encontraba el ferrocarril Baeza-Saint Girons, cuya construcción se inició entre 1926 y 1928. Tras el advenimiento de la Segunda República estos proyectos ferroviarios fueron revisados y paralizados, y la posterior guerra civil imposibilitó la ejecución de muchas de las grandes obras públicas proyectadas en la época.
Con la instauración de la dictadura franquista se reiniciaron los trabajos pendientes del Plan Guadalhorce. Por otro lado, con la nacionalización de todos los ferrocarriles de ancho ibérico, la línea Lérida-Balaguer pasó a manos de la recién creada RENFE. Las obras del trazado hasta Puebla de Segur continuaron su ritmo. El tramo Balaguer-Sellés fue abierto al servicio en julio de 1949, seguido por el tramo Sellés-Tremp en septiembre de 1950. La última parte, el tramo Tremp-Puebla de Segur, fue abierto al servicio el 13 de noviembre de 1951. Con ello, se completó la construcción de esta sección.
En 1962, por recomendación del Banco Mundial, el Estado español decidió detener la construcción de nuevas líneas férreas y concentrarse en la mejora de las ya operativas. Eso supuso que el gobierno paralizara el ferrocarril Baeza-Saint Girons; en la zona sur se desaprovechó el tramo entre Baeza y Utiel, cuya construcción estaba muy avanzada, y en el norte se descartó la interconexión con Francia. Consecuentemente, la línea que debería haber atravesado el corazón de los Pirineos moriría en Puebla de Segur, a pesar de haber preparado ya el terreno para prolongarla hasta Sort.

### Explotación y evolución
Durante las décadas de 1960 y 1970 España vivió una gran popularización del automóvil, que cada vez era más asequible para las economías familiares, junto con el gradual despoblamiento de zonas rurales como los Pirineos. El transporte por carretera desplazó al ferroviario a un segundo plano, y tanto las inversiones gubernamentales (concentradas en ampliar y mejorar la red de carreteras) como el pasaje de las líneas en activo disminuyó notablemente.
En la década de 1980 el nuevo gobierno de Felipe González priorizó el ingreso de España en la Comunidad Económica Europea. Una de las medidas tomadas para lograr el saneamiento económico requerido para acceder a la CEE fue establecer el 1984 un contrato-programa con RENFE que comprometería al ente ferroviario a racionalizar el gasto para continuar siendo subvencionada. Una de las cláusulas del contrato ordenaba que el 1 de enero de 1985 se tendrían que cerrar todas las líneas consideradas «altamente deficitarias», es decir, aquellas que no podían generar el 23% de su gasto en concepto de ingresos. No obstante, por otra parte las comunidades autónomas, diputaciones y otros entes locales podrían evitar el cierre de aquellas líneas que transcurrieran por su territorio si se comprometían a sufragar los costes que estas generasen.
La línea Lérida-Puebla de Segur era uno de los trazados deficitarios que estaba amenazado por el cierre. No obstante, en diciembre de 1984 se firmó un convenio entre RENFE, la Diputación de Lérida y la Generalidad de Cataluña mediante el cual los tres organismos acordaban asumir a partes iguales los déficits de su explotación. RENFE y la Generalidad también acordaron ejecutar durante los siguientes años una inversión de 120 millones de pesetas para realizar mejoras en la infraestructura.
Debido al desgaste de las infraestructuras, en 2002 el tramo Balaguer-Lérida fue sometido a una renovación con material procedente de otros trazados.

### Época reciente
Al margen de las cuestiones técnicas, durante varias décadas tuvo lugar una larga batalla política entre la administración autonómica y el gobierno central para conseguir que se traspasara la línea Lérida-Puebla de Segur a la Generalidad. En un principio tanto el gobierno de Felipe González como el de José María Aznar no se oponían, pero reclamaban una compensación económica por el traspaso. La administración autonómica catalana rechazaba esta posibilidad bajo el argumento de que la línea requería una gran inversión económica debido al envejecimiento y el mal estado de conservación de las infraestructuras. Por ello, esta cuestión estuvo en punto muerto durante años.

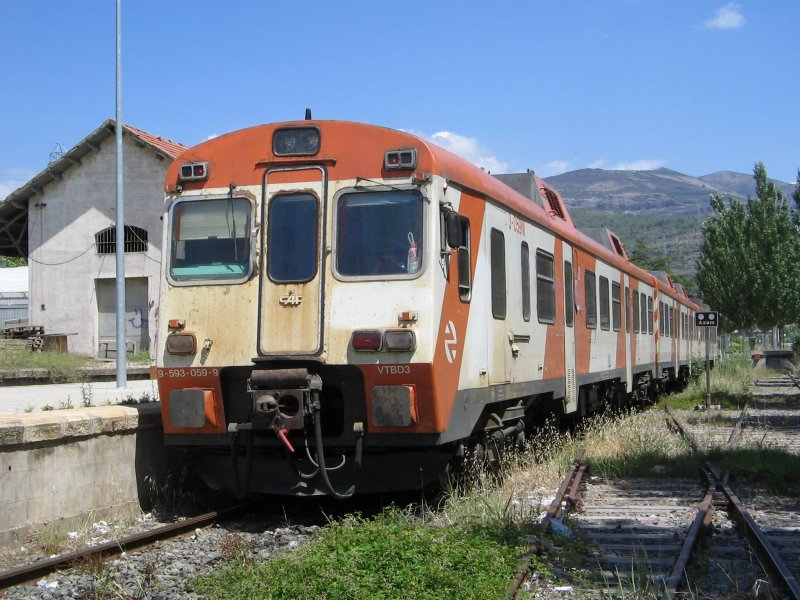
Un auotomotor de la Serie 593 de Renfe detenido en la estación de Puebla de Segur, en 2004.

En 2004 el gobierno de José Luis Rodríguez Zapatero acordó el traspaso gratuito de la línea a la Generalidad, que se hizo efectivo a partir del 1 de enero de 2005. Según las condiciones del acuerdo, la administración autonómica catalana pasaría a ser propietaria de toda la infraestructura desde el kilómetro 1,927 hasta Puebla de Segur, y tendría derecho a utilizar la vía desde este mismo kilómetro hasta la estación Lérida Pirineos y a hacer uso de la misma. El resto del trazado pasó a manos del ente Adif. Paralelamente, los Ferrocarriles de la Generalidad de Cataluña (FGC) y Renfe Operadora firmaron un convenio según el cual el organismo estatal se haría cargo de gestionar la línea y aportar material móvil, dado que FGC no disponía todavía de recursos propios adecuados.
Una de las primeras medidas impulsadas desde la administración autonómica para revitalizar la línea fue renovar la vía desde Balaguer hasta Puebla de Segur. Las obras, con un presupuesto de 60 millones de euros, se iniciaron en junio de 2005, se prolongaron durante un año y consiguieron que el trayecto entre la capital ilerdense y el municipio del Pallars se hiciera en 1 hora 50 minutos, unos 10 minutos menos de lo que se tardaba antes de la remodelación. Mientras se ejecutaban las obras un bus sustitutorio cubrió el trayecto entre la capital de la Noguera, Puebla de Segur y, como extensión del servicio, Sort. En el tramo que permaneció abierto se aprovechó la disponibilidad de material móvil para aumentar las frecuencias entre Balaguer y Lérida, con buena aceptación entre los usuarios.
En el año 2006 el ente Renfe Operadora sustituyó parte del material móvil que circulaba por la línea con nuevos trenes, cosa que permitió mantener las nuevas frecuencias entre la capital del Segriá y la de la Noguera. En 2016 la explotación del trazado fue asumida por FGC, que introdujo varias unidades nuevas pertenecientes a la Serie 331 de FGC.

## Trazado y características

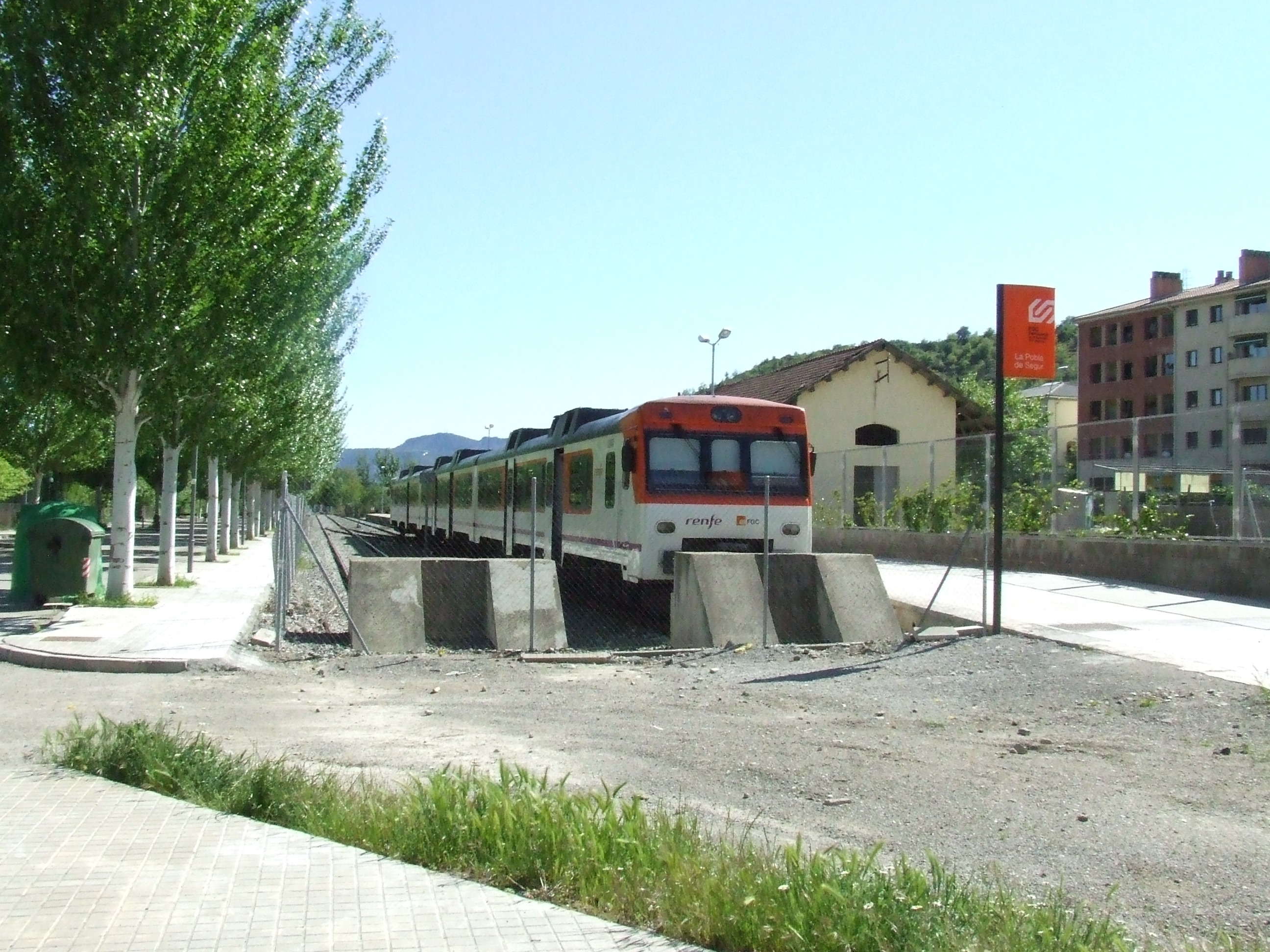
Un tren estacionado en la estación de Puebla de Segur, en 2009.

- Longitud: 89,35 km de vía única, sin electrificar.
- Ancho de vía: ibérico (1.668 mm).
- Estaciones: 17.
- Túneles: 41.
- Túnel más largo: Palau, con 3.499 m bajo la sierra del Montroig.
- Puentes: 31.
- Puente más largo: puente sobre el río Segre en Balaguer, de 160 m
- Pasos a nivel: 21.
- Tipo de bloqueo: telefónico.

### Estaciones y apeaderos
La línea tiene 17 puntos de parada. Sólo en Lérida Pirineos y Balaguer hay despacho de venta de billetes, el resto se consideran apeaderos, y de hecho la parada en algunos es facultativa (en cursiva), hay que avisar previamente al personal a bordo para que el tren detenga en dicha estación.

## Tráfico

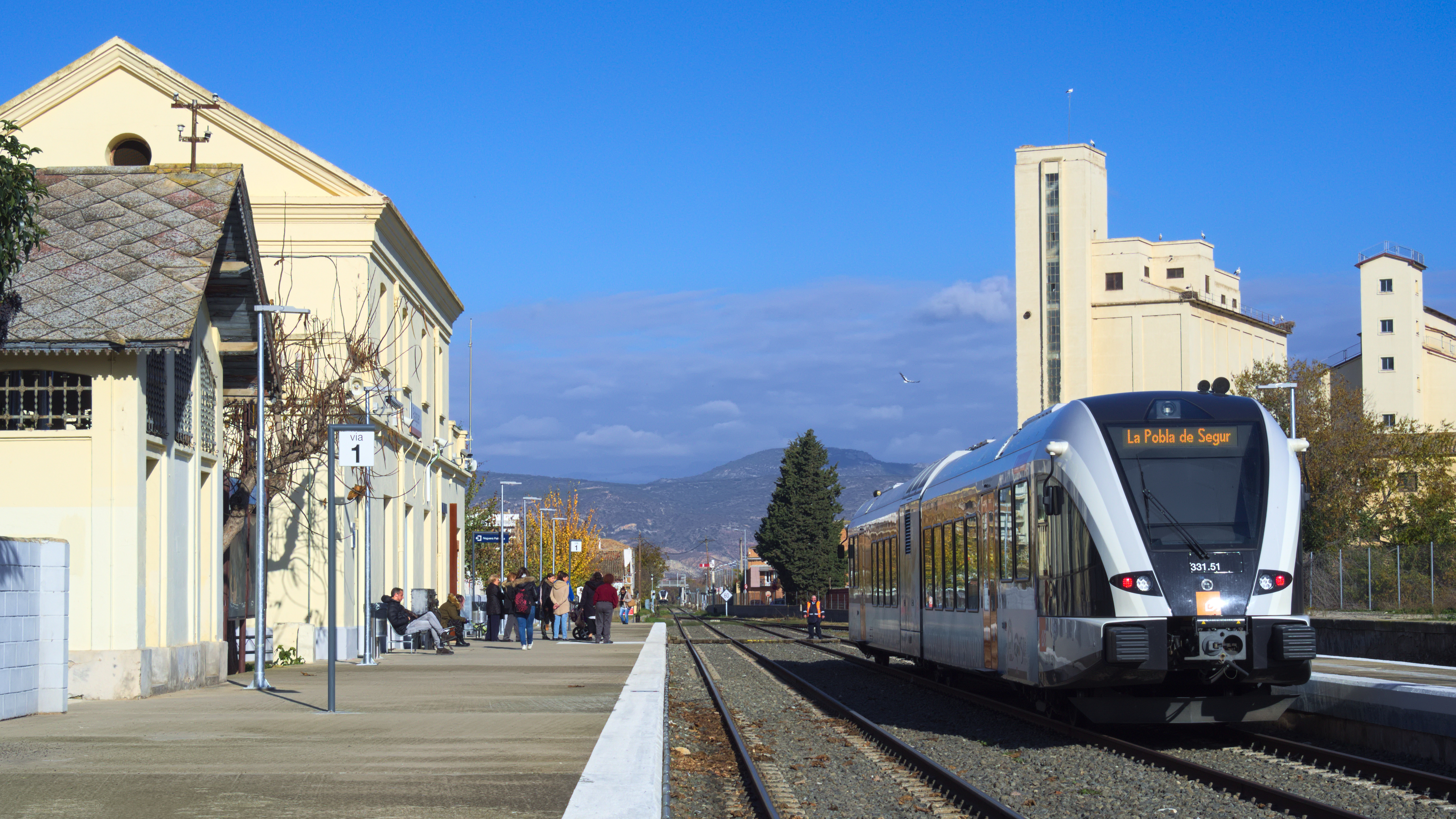
Un tren de la unidad 331 de FGC estacionado en Balaguer, en 2016.

En la actualidad el servicio regular de la línea se realiza con dos unidades de la Serie 331 de FGC. Por otro lado, también circulan servicios especiales por el trazado, algunos de carácter turístico. La Asociación para la Reconstrucción de Material Ferroviario (ARMF) organiza circulaciones especiales con material histórico de RENFE, como la locomotora de Vapor 282F-0421 (popularmente conocida como Garrafeta) o las locomotoras diésel de la Serie 308 de Renfe —conocidas coloquialmente como «Yeye's»—. En noviembre de 2010 la ARMF adquirió un ferrobús de la serie 591 de Renfe, que será restaurado y utilizado para el servicio turístico.

## Ocupación
| Año    | Pasajeros | Variación     |
| ------ | --------- | ------------- |
| 1985   | 450.000   | Sin cambios   |
| 1998   | 121.626   | Decrecimiento |
| 1999   | 104.875   | Decrecimiento |
| 2000   | 90.017    | Decrecimiento |
| 2001   | 91.708    | Crecimiento   |
| 2002   | 105.233   | Crecimiento   |
| 2003   | 117.000   | Crecimiento   |
| 2004   | 117.467   | Crecimiento   |
| 2005*  | 138.544   | Crecimiento   |
| 2006*  | 204.940   | Crecimiento   |
| 2007   | 244.334   | Crecimiento   |
| 2008   | 256.745   | Crecimiento   |
| 2009   | 239.192   | Decrecimiento |
| 2010   | 226.961   | Decrecimiento |
| 2011   | 224.600   | Decrecimiento |
| 2012   | 97.023    | Decrecimiento |
| 2013   | 72.650    | Decrecimiento |
| 2014   | 66.883    | Decrecimiento |
| 2015   | 60.205    | Decrecimiento |
| 2016   | 111.241   | Crecimiento   |
| 2017   | 191.475   | Crecimiento   |
| 2018   | 221.504   | Crecimiento   |
| 2019   | 251.483   | Crecimiento   |
| 2020** | 104.697   | Decrecimiento |

* El tramo Balaguer-Puebla de Segur permaneció cerrado por obras entre junio de 2005 y junio de 2006.
** El tramo Balaguer-Puebla de Segur  permaneció sin servicio durante 8 meses después de que un tren colisionara con un desprendimiento en Àger, provocada por el temporal Gloria. En el año 2020 también se vio afectado por la pandemia del covid-19.

### Previsión de crecimiento
Previsión de pasajes desde 2021 hasta el 2025.
| Año  | Pasajeros | Variación   |
| ---- | --------- | ----------- |
| 2021 | 252.000   | Crecimiento |
| 2022 | 286.000   | Crecimiento |
| 2023 | 326.000   | Crecimiento |
| 2024 | 350.000   | Crecimiento |
| 2025 | 380.000   | Crecimiento |

### Datos por estación
Según se indica en la Memoria Anual de FGC del 2016, el número de viajes realizados en el 2016 según su estación de origen es:
| Estación de origen     | Viajes realizados |
| ---------------------- | ----------------- |
| Lérida Pirineos        | 41.990            |
| Alcoletge              | 2.227             |
| Villanueva de la Barca | 4.628             |
| Termens                | 6.385             |
| Vallfogona de Balaguer | 1.497             |
| Balaguer               | 36.385            |
| Gerb                   | 353               |
| San Lorenzo de Mongay  | 1.778             |
| Vilanova de la Sal     | 170               |
| Santa Liña             | 134               |
| Áger                   | 754               |
| Cellers-Llimiana       | 749               |
| Guardia de Tremp       | 227               |
| Palau de Noguera       | 44                |
| Tremp                  | 6.128             |
| Salás del Pallars      | 422               |
| Puebla de Segur        | 7.370             |
| Total                  | 111.241           |